# إيفن لانج
إيفن لانج (بالنرويجية البوكمول: Even Lange)‏ هو مؤرخ وبروفيسور نرويجي، ولد في 5 يونيو 1946.